# Enrique Saborido
Enrique Saborido fue un pianista, compositor y bailarín de tangos que nació hacia el año 1877 en Montevideo, Uruguay y falleció el 19 de septiembre de 1941 en Buenos Aires, Argentina, país en el cual residía y cuya ciudadanía había adoptado,  que fue el autor de los difundidos tangos La morocha y Felicia, entre otras composiciones de ese género.

## Primeros años
Era hijo de los españoles Estanislao Saborido y Rosario Morcillo y a la edad de 4 años, lo llevaron a vivir a Buenos Aires, donde cursó la escuela primaria y el primer año del bachillerato, que dejó para comenzar a trabajar en una librería. Al cabo de tres años pasó a laborar como empleado administrativo en el teatro San Martín durante quince años.

## Actividad artística
A temprana edad comenzó a estudiar violín y piano con el maestro Gutiérrez, quien según algunos autores sería Juan Gutiérrez, en cierta época director del Instituto Musical de La Prensa. En forma paralela a su trabajo como empleado debutó profesionalmente como pianista en 1895 a los 17 años en 1895 e integró pequeños conjuntos dedicados a la música popular y tocando asimismo en residencias particulares, como las de las familias Arredondo, Gowland, Hilcret y Molina. También empezó a componer y a fines de 1905 como resultado de una apuesta hizo la música de un tango al que su amigo Ángel Villoldo acopló unos versos de ambiente campero. Se trataba de La morocha que llegó a tener una difusión que compite con la de tangos populares como La cumparsita y El choclo. Editado a comienzos de 1906 se llegaron a vender unas 100.000 partituras de La morocha y fue llevado poco después al disco por la cantante chilena Flora Rodríguez, esposa de Alfredo Gobbi.

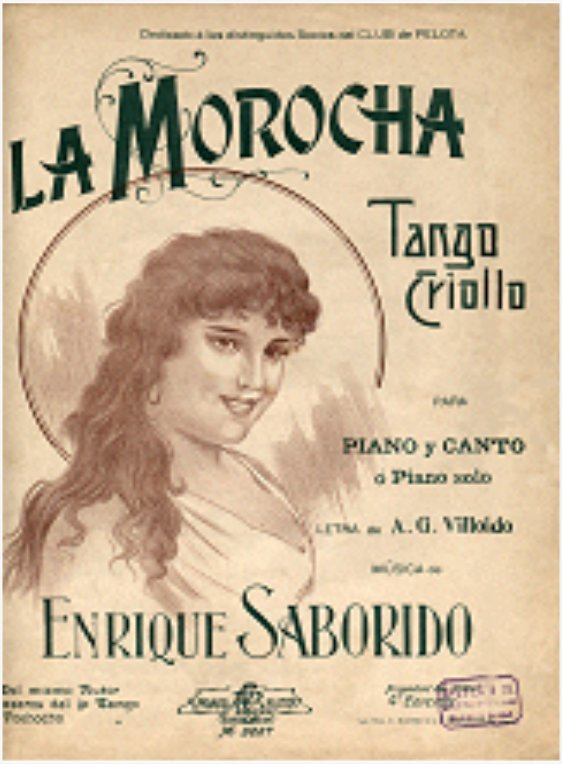
Tapa de partitura de La morocha (1905)

Saborido, que también era bailarín, llegó a tener su propia academia de tango en Barrio Norte de Buenos Aires y a pedido de Antonio Demarchi hizo una exhibición en el salón Palais de Glace para demostrar que el tango no era un baile obsceno como afirmaban Leopoldo Lugones y Enrique Larreta. Hacia 1913 viajó a París, abrió allí un salón para enseñar tango y luego otro en Londres pero debió dejarlos al estallar la guerra en agosto de 1914.
De regreso a Buenos Aires siguió tocando y componiendo. Integró en 1932 la orquesta de la guardia vieja que con la participación de Juan Carlos Bazán y Ernesto Ponzio se presentó en el teatro Nacional en un espectáculo en el que alternaban, como contraposición, con la guardia nueva representada por la orquesta de Roberto Firpo.
Se recuerdan asimismo los tangos El Pochoclo, Mosca muerta, Berlina de novios, Caras y Caretas y ¿Qué hacés de noche?, entre otros muchos que compuso Saborido, quien  falleció el 19 de septiembre de 1941 víctima de un síncope en el Ministerio de Guerra de Argentina donde desempeñaba tareas administrativas.

## Obras
- Dora (vals)
- Rosario.
- La morocha
- Felicia
- El Pochocho'
- Berlina de novios
- Don Paco
- El señor Leiva
- Mosca muerta
- Coraceros del 9.º
- Pegué la vuelta
- Ingratitud
- La hija de la morocha
- Caras y Caretas
- Papas fritas a Federación
- Ortensia
- Qué hacés de noche
- Boteshare
- Prendé la vela
- Mi nabosabo (zamba).
- Martín
- Reclutamiento
- El cantor del callejón (letra y música)
- Al otro lado del arroyo
- Queja gaucha
- Náufragos
- Angustia
- Metele Catriel que es polka (polca)
- Baquiano pa elegir
- Caña quemada
- Fierro viejo
- Que sea feliz
- Rezongos postreros
- Caridad (vals)
- Reliquia santa (vals)
- Mi soberana (zamba).
- Mi saboriano (zamba).